# Státní svátky Albánie
Toto je seznam státních svátků, které se slaví v Albánii.
| Datum               | Český název         | Místní název        | Poznámka                                                                   |
| ------------------- | ------------------- | ------------------- | -------------------------------------------------------------------------- |
| 1. ledna – 2. ledna | Nový rok            | Viti i Ri           |                                                                            |
|                     | Malý Bayram         | Bajrami i Vogël     | islámský svátek, datum je různé (v roce 2003 připadl na 11. února)         |
| 7. března           | Den učitelů         | Dita e Mësuesve     | není státním svátkem                                                       |
| 8. března           | Den matek           | Dita e Nënës        | není státním svátkem                                                       |
| 14. března          | Den jara            | Dita e Verës        | od roku 2004 státní svátek                                                 |
| 22. března          | Nevruz              | Nevruz              | tradiční perský svátek na oslavu jarní rovnodennosti, vznikl před 3000 let |
|                     | Velikonoční pondělí | Pashkët Katolike    | katolické                                                                  |
|                     | Velikonoční pondělí | Pashkët Ortodokse   | pravoslavné                                                                |
| 1. května           | Májový den          | Një Maji            |                                                                            |
| 19. října           | Den Matky Terezy    | Dita e Nënë Terezës | státní svátek                                                              |
|                     | Velký Bayram        | Bajrami i Madh      | islámský svátek, datum je různé (v roce 2003 připadl na 25. listopadu)     |
| 28. listopadu       | Den nezávislosti    | Dita e Pavarësisë   |                                                                            |
| 29. listopadu       | Den osvobození      | Dita e Çlirimit     |                                                                            |
| 25. prosince        | Narození Krista     | Krishtlindje        | oslava narození Krista                                                     |